# Крачевский, Иван Андреевич
 Иван Андреевич Крачевский (1925 — 1974) — советский  капитан. На 1945 год — сержант, командир отделения взвода разведки 761-го стрелкового полка, 317-й стрелковой дивизии, 18-й армии, 4-го Украинского фронта. Полный кавалер Ордена Славы.

## Биография
Родился 25 ноября 1925 года в Воронцово-Александровске, Ставропольского края в крестьянской семье.
В 1940 году окончил восемь классов, с 1941 года после начала войны по комсомольской путёвке был направлен на строительстве оборонительных сооружений на берегах реки Терек и работал учеником слесаря в центральной механической мастерской города Малгобека.
С 1942 года призван в ряды РККА и направлен в действующую армию — стрелок взвода разведки 761-го стрелкового полка, 317-й стрелковой дивизии, 18-й армии, воевал на Закавказском, Северо-Кавказском, 1-м Украинском и 4-м Украинском  фронтах, был несколько раз ранен.
30 мая 1944 года разведчик взвода разведки младший сержант  И. А. Крачевский участвуя в ночном поиске в составе группы захвата у села Тунгуры проник через линию фронта и обнаружил превосходящую группу гитлеровцев.  И. А. Крачевский внезапным огнём уничтожил несколько гитлеровцев, при этом группа захвата захватила языка и под огневым прикрытием отошли на исходные позиции без потерь. За это 30 июня 1944 года Указом Президиума Верховного Совета СССР И. А. Крачевский был награждён  Орденом Славы 3-й степени.
В ночь на 12 июля 1944 года  командир отделения взвода разведки сержант И. А. Крачевский возглавляя группу захвата западнее села Малый Ключев уничтожил два солдата противника и одного взял в плен.  15 июля 1944 года Указом Президиума Верховного Совета СССР И. А. Крачевский был награждён  Орденом Славы 2-й степени.
27 июля 1944 года сержант И. А. Крачевский со своим отделением в боях у населённого пункта Березов вышел в тыл отступающему противнику и на пути его отхода устроил засаду. В результате этой операции несколько гитлеровцев были уничтожены и захвачены в плен. 24 марта 1945 года  Указом Президиума Верховного Совета СССР И. А. Крачевский был награждён  Орденом Славы 1-й степени.
После войны продолжил службу в Советской армии. В 1953 году в звании капитана был уволен в запас по состоянию здоровья. С 1959 по 1967 годы работал на различных должностях на Каменском консервном заводе.
Умер 12 июля 1974 года в посёлке Каменка, Молдавской ССР.

## Награды
- Орден Славы I степени (1945)
- Орден Славы II степени (1944)
- Орден Славы III степени (1944)
- Медаль «За боевые заслуги» (1943, 1943)

## Память
- В 2015 году в Каменке, по инициативе райвоенкомата, открыта мемориальная доска полному кавалеру ордена Славы Ивану Крачевскому.